# دونالد مورتون
دونالد مورتون (بالإنجليزية: Donald Morton)‏ هو عالم أورام أمريكي، ولد في 12 سبتمبر 1934 في ريتشوود في الولايات المتحدة، وتوفي في 10 يناير 2014 في سانتا مونيكا في الولايات المتحدة.